# Swiped
Swiped — предстоящая американская биографическая драма режиссёра Рэйчел Ли Голденберг. Сюжет основан на истории Уитни Вулф Хёрд, основательницы и бывшего генерального директора компании Bumble. Главную роль исполнила Лили Джеймс.
Премьера фильм запланирована в США на канале Hulu 19 сентября 2025 года.

## Сюжет
Сюжет основан на истории Уитни Вулф Хёрд, основательницы и бывшего генерального директора компании Bumble, создавшей приложение для знакомств.

## В ролях
- Лили Джеймс — Уитни Вулф Херд
- Миха’ла
- Джексон Уайт
- Дэн Стивенс
- Бен Шнетцер
- Пирсон Фод
- Ян Коллетти
- Мэри Нили
- Ана И Пуиг
- Эйдан Лапрете
- Педро Корреа
- Корал Пенья

## Производство
В марте 2024 года стало известно, что на студии 20th Century Studios началась работа над биографической драмой, основанный на жизни Уитни Вулф Херд, основательницы и бывшего генерального директора компании Bumble. В качестве режиссёра и соавтора сценария была приглашена Рэйчел Ли Голденберг, а на главную роль была приглашена Лили Джеймс.
В апреле к актёрскому составу присоединились Миха’ла и Джексон Уайт в неизвестных ролях. В мае к актёрскому составу присоединились Дэн Стивенс и Бен Шнетцер. В июне к актёрскому составу присоединились Пирсон Фоде, Ян Коллетти, Мэри Нили, Ана И Пуиг, Айдан Лапрете, Педро Корреа и Корал Пенья.
Основные съемки начались 15 мая 2024 года в Лос-Анджелесе и должны завершиться 9 июля.
12 августа 2025 года был представлен трейлер.
Премьера в США состоится 19 сентября 2025 года.